# أنطونيا ري
أنطونيا ري (بالإنجليزية: Antonia Rey)‏ هي ممثلة كوبية وأمريكية، ولدت في 12 أكتوبر 1927 في هافانا في كوبا، وتوفيت في 21 فبراير 2019 في مانهاتن في الولايات المتحدة.

## وصلات خارجية
- أنطونيا ري على موقع IMDb (الإنجليزية)
- أنطونيا ري على موقع قاعدة بيانات برودواي على الإنترنت (الإنجليزية)
- أنطونيا ري على موقع قاعدة بيانات الفيلم (الإنجليزية)